# Крабовий Рангун
Крабовий Рангун (іноді називають крабовими пампушками, крабовими слойками, сирними вонтонами або рангунами з вершковим сиром) — це хрусткі пельмені-закуски, які зазвичай подаються переважно в ресторанах американської китайської кухні.

## Приготування
Начинка готується з поєднання вершкового сиру, м'ясо краба або штучного м'яса краба, шніт-цибулі чи звичайної цибулі, часнику та інших смакових добавок. Невелику кількість начинки загортають у вонтонову оболонку. Потім кожен пельмень формують у вигляді трикутника, чотирикутної зірки, «квітки» або «мішечка», чи закручують у традиційний вонтон-формат.
Закуску готують до хрусткої скоринки шляхом смаження у фритюрі в олії або запікання. Страву можна подавати гарячою або холодною. У Північній Америці рангуни з крабами часто подають із соусом, наприклад, соєвим, сливовим, качиним, кисло-солодким або гострою гірчицею.

## Історія
Крабовий рангун був у меню «полінезійського стилю» ресторану Trader Vic's у Беверлі-Гіллз у 1955 році та в Сан-Франциско щонайменше з 1956-го. Попри назву, пов'язану з містом Рангун (нині відомим як Янгон), страву ймовірно винайшли у США китайсько-американський шеф-кухар Джо Янг під керівництвом Віктора Бергерона, засновника Trader Vic's. Trader Vic's подавав у меню страви американської китайської кухні, що могло сприяти виникненню «крабового рангуна» під час експериментів із вонтон-оболонками. У 1952 році згадувалася страва під назвою «Rangoon crab a la Jack» на гавайській вечірці, але не було жодних деталей, тож це може бути іншою стравою.
Оскільки вершковий сир був звичайним інгредієнтом американської кухні 1940–1950-х років, але не зустрічається у китайській чи бірманській кухні, припускають, що саме кулінарна творчість у США призвела до появи рангуна з крабами.

## Інші назви
Страву також називають крабовими пампушками, крабовими подушечками, крабово-сирними вонтонами чи сирними вонтонами.

## Галерея

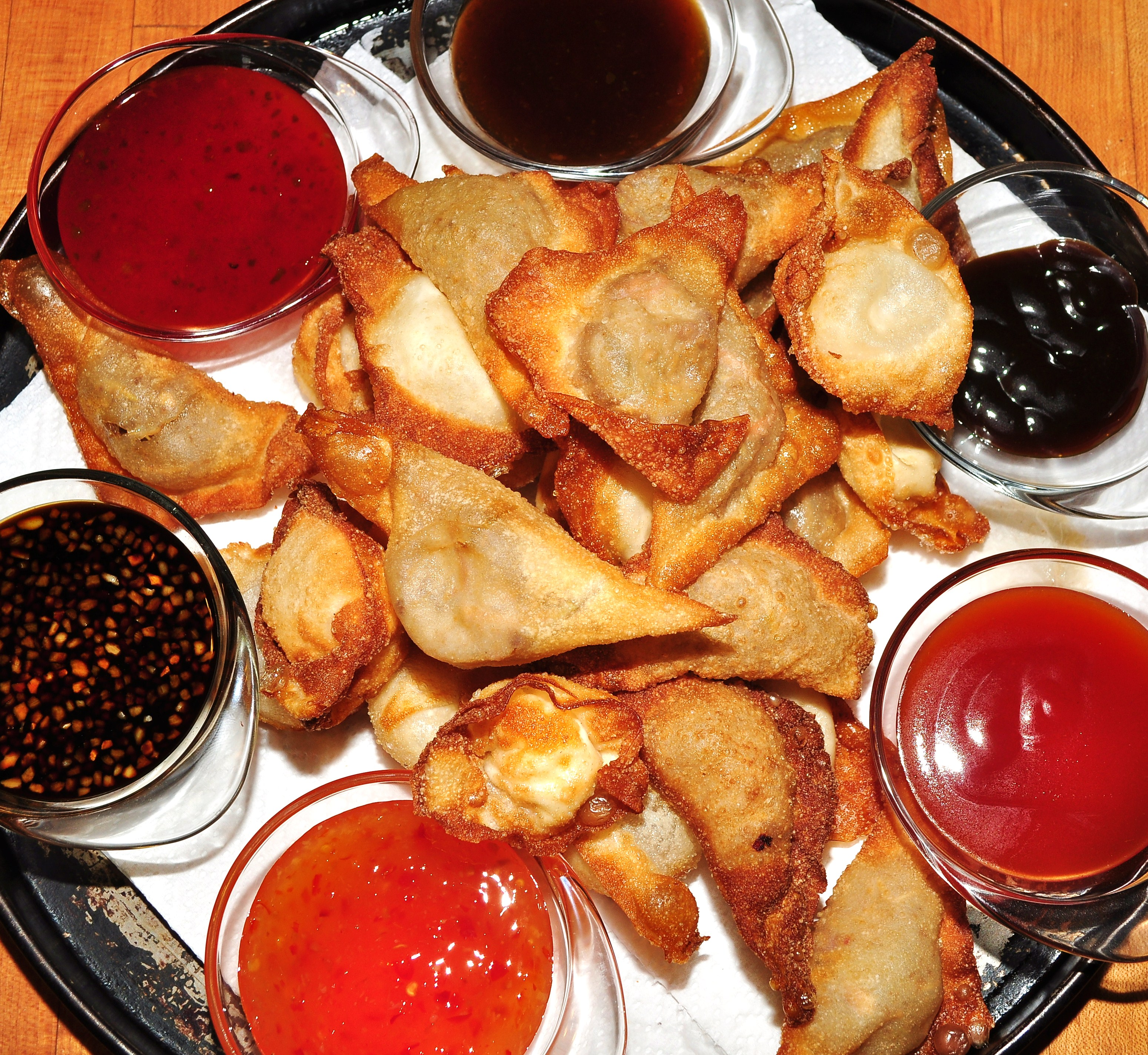
Трикутні смажені крабові рангуни
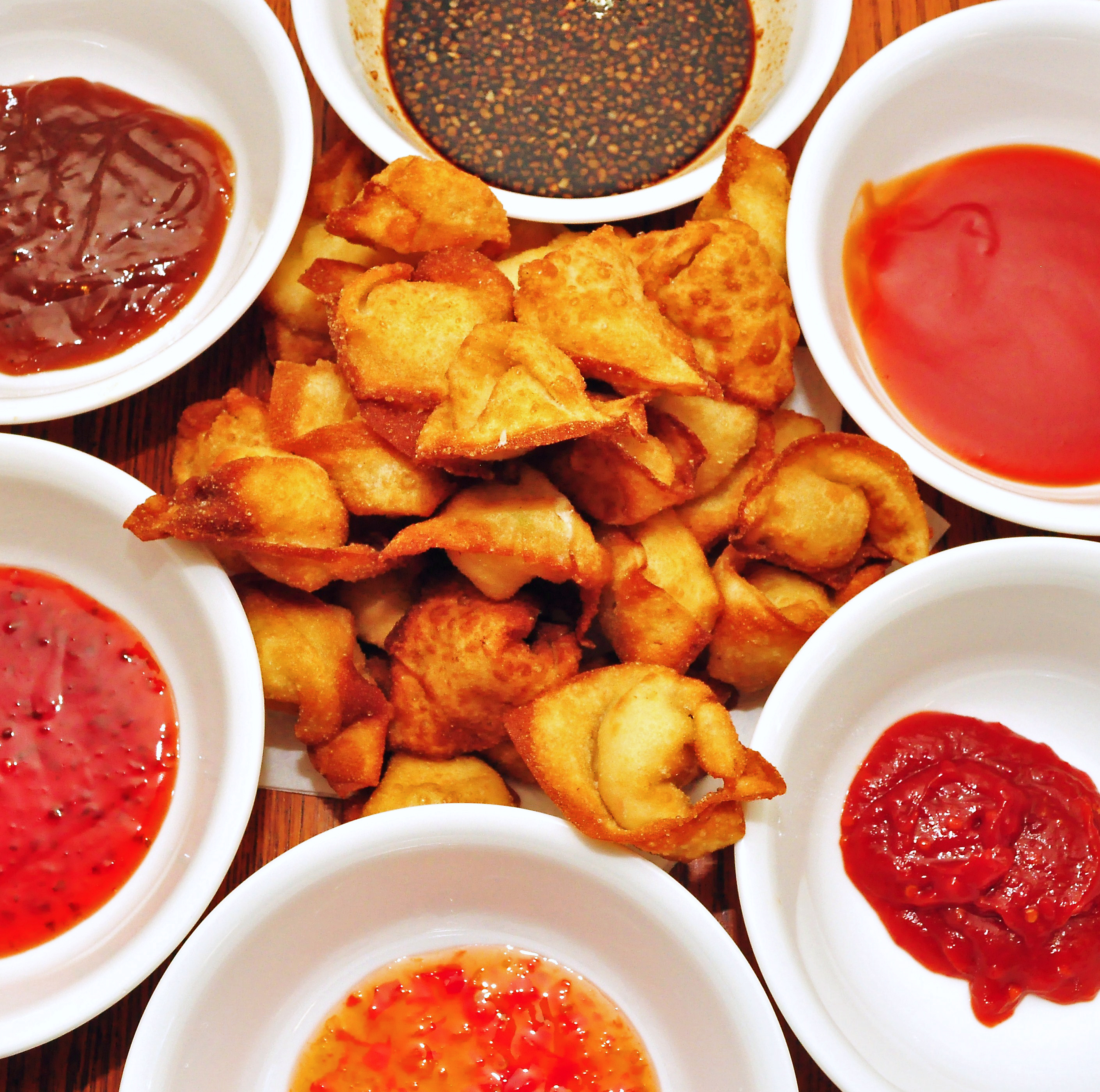
У формі вонтонів із соусами
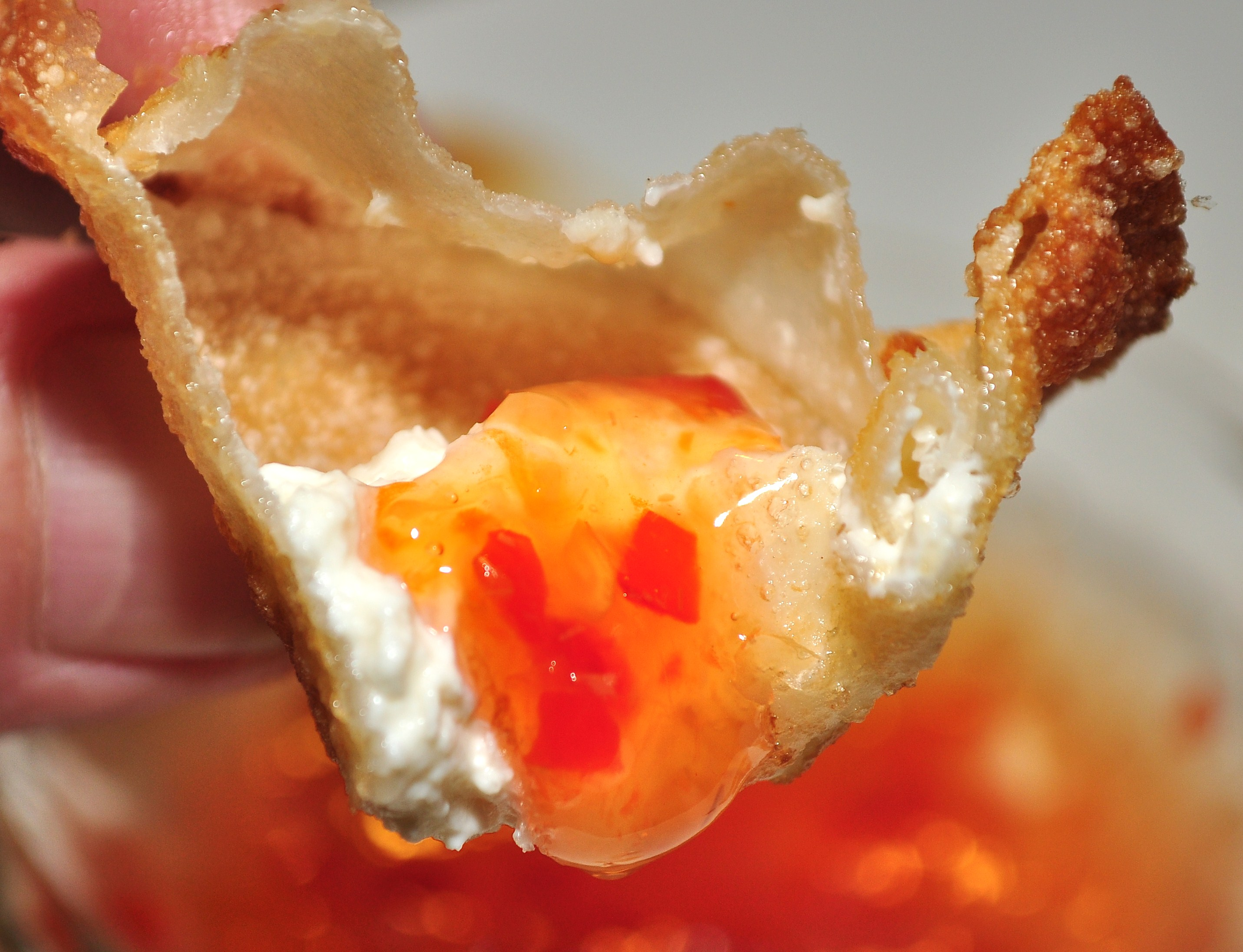
Усередині: хрустка оболонка, світла начинка й золотавий соус